# Синё-Камене
Синё-Камене (болг. Синьо камене) — село в Болгарии. Находится в Бургасской области, входит в общину Средец. Население составляет 15 человек (2022).

## Политическая ситуация
Синё-Камене подчиняется непосредственно общине и не имеет своего кмета.
Кмет (мэр) общины Средец — Тодор Пройков Станчев (Болгарская социалистическая партия (БСП)) по результатам выборов в правление общины.